# Општина Билка (Сучава)
Билка (рум. Bilca) општина је у Румунији у округу Сучава.
Oпштина се налази на надморској висини од 423 m.